# Quinta (geslacht)
Quinta is een geslacht van vlinders van de familie dikkopjes (Hesperiidae), uit de onderfamilie Hesperiinae.

## Soorten
- Q. cannae (Herrich-Schäffer, 1869)
- Q. locutia (Hewitson, 1876)